# Ernst (Schaumburg)

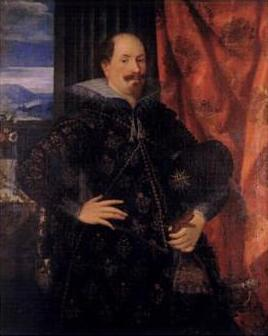
Graf Ernst zu Holstein-Schaumburg, Gemälde von Johannes Rottenhammer, 1621

Graf Ernst zu Holstein-Schaumburg (* 24. September 1569 in Bückeburg; † 17. Januar 1622 ebenda) war ab 1601 regierender Graf von Schaumburg und von Holstein-Pinneberg. 1619 wurde er nach Zahlung eines erheblichen „Darlehens“ an Kaiser Ferdinand II. in den Fürstenstand erhoben.
Ernst war einer der bedeutendsten Schaumburger Landesherren und ein großer Kunstmäzen, für den einige der besten Künstler seiner Zeit arbeiteten. Des Weiteren förderte er die Wirtschaft seines Landes, reformierte Kirche und Verwaltung und wurde zum Universitätsgründer. Eine seiner wichtigsten Entscheidungen war die Verlegung der Residenz von Stadthagen nach Bückeburg.

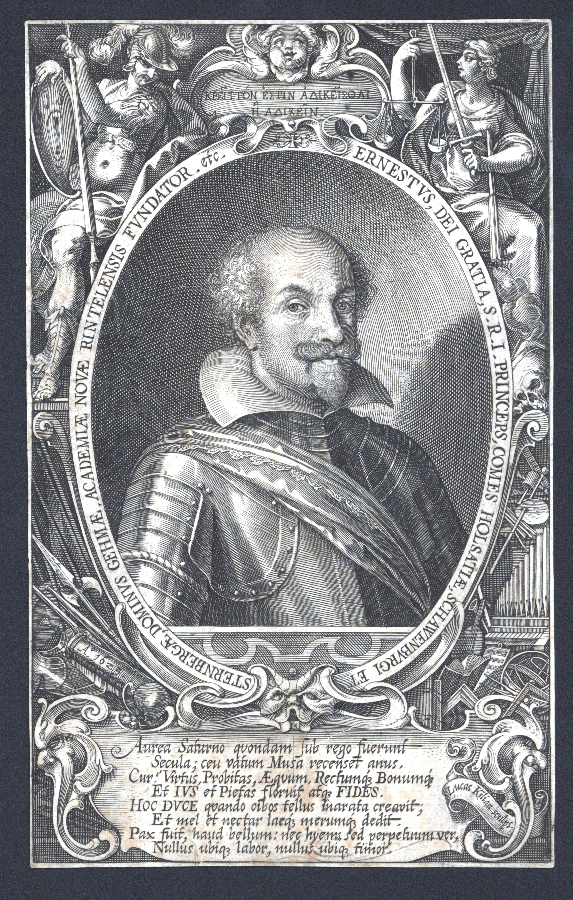
Ernst, Fürst des Reichs, Graf von Holstein-Schaumburg, Gründer der Universität Rinteln, Stich Lucas Kilian (1623)

## Leben

### Kindheit und Erziehung

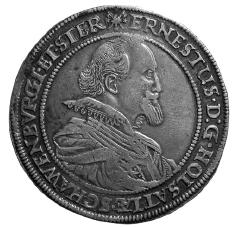
Ernst von Holstein-Schaumburg auf einem Taler von 1614

Ernst war der einzige Sohn des Grafen Otto IV. von Schaumburg und Holstein († 1576) aus dessen zweiter Ehe mit Elisabeth Ursula von Braunschweig-Lüneburg. Weil er vier Halbbrüder aus erster Ehe seines Vaters hatte, hatte Ernst lange keine Aussicht auf eine eigenständige Regierung.
Er wurde zuerst von seiner Mutter erzogen, die ihn die Lateinschule in Stadthagen besuchen ließ und ihm von 1584 bis 1586 ein Studium der Rechtswissenschaften an der Universität Helmstedt ermöglichte. Nach dem Tod 1586 der Mutter vernachlässigte sein Halbbruder, der seit 1581 regierende Graf Adolf XI. (nach anderer Zählung Adolf XIV.) zu Holstein-Schaumburg, Ernsts weitere Ausbildung aber aus finanziellen Erwägungen. So wuchs Ernst in Detmold am Hof seines Schwagers Graf Simon VI. zur Lippe auf, einem der aus der Verwandtschaft bestellten Vormünder.
1589 schickte dieser ihn für ein Jahr auf Bildungsreisen, auf denen er die Kunst und Kultur Italiens und der Niederlande kennenlernte. Von 1593 bis 1594 hatte er Gelegenheit, Kaiser Rudolf II. († 1612) in Prag zu besuchen, bevor er erneut nach Italien ging.

### Heirat und Besitzansprüche
Ernst hielt sich zeitweise auch am Hof des Landgrafen Moritz von Hessen-Kassel auf. Im Jahr 1593 lernte er dort Hedwig (1569–1644), die verwaiste Tochter des Landgrafen Wilhelm IV., kennen und fasste Zuneigung zu ihr. Seine Werbung bei Hedwigs Bruder Moritz fand Gehör, jedoch bedeutete man Ernst, er müsse vor einer Eheschließung erreichen, dass ihm sein Halbbruder Adolf die Regierung eines Teils der Grafschaft Schaumburg überlasse. Adolf zögerte die Verhandlungen jedoch hinaus, bis Ernst seine Ansprüche mit der Hilfe Simons VI. zur Lippe und einer kaiserlichen Kommission geltend machen, die darauf im Mindener Vergleich am 13. Dezember 1595 beurkundet wurden. Ernst erhielt zwar nicht die volle Landeshoheit, aber den materiellen Besitz der Niedergrafschaft Schaumburg – d. h. der Ämter Sachsenhagen, Hagenburg und Bokeloh – zugesprochen, einschließlich der Wasserburg Sachsenhagen. Das ermöglichte es ihm endlich, am 11. September 1597 Hedwig von Hessen-Kassel im Schloss Wilhelmsburg in Schmalkalden zu heiraten. Das Paar nahm seinen Wohnsitz in Sachsenhagen, wo Ernst die Wasserburg zu einem bescheidenen Landschloss ausbaute.

### Regierungsantritt und Bautätigkeiten

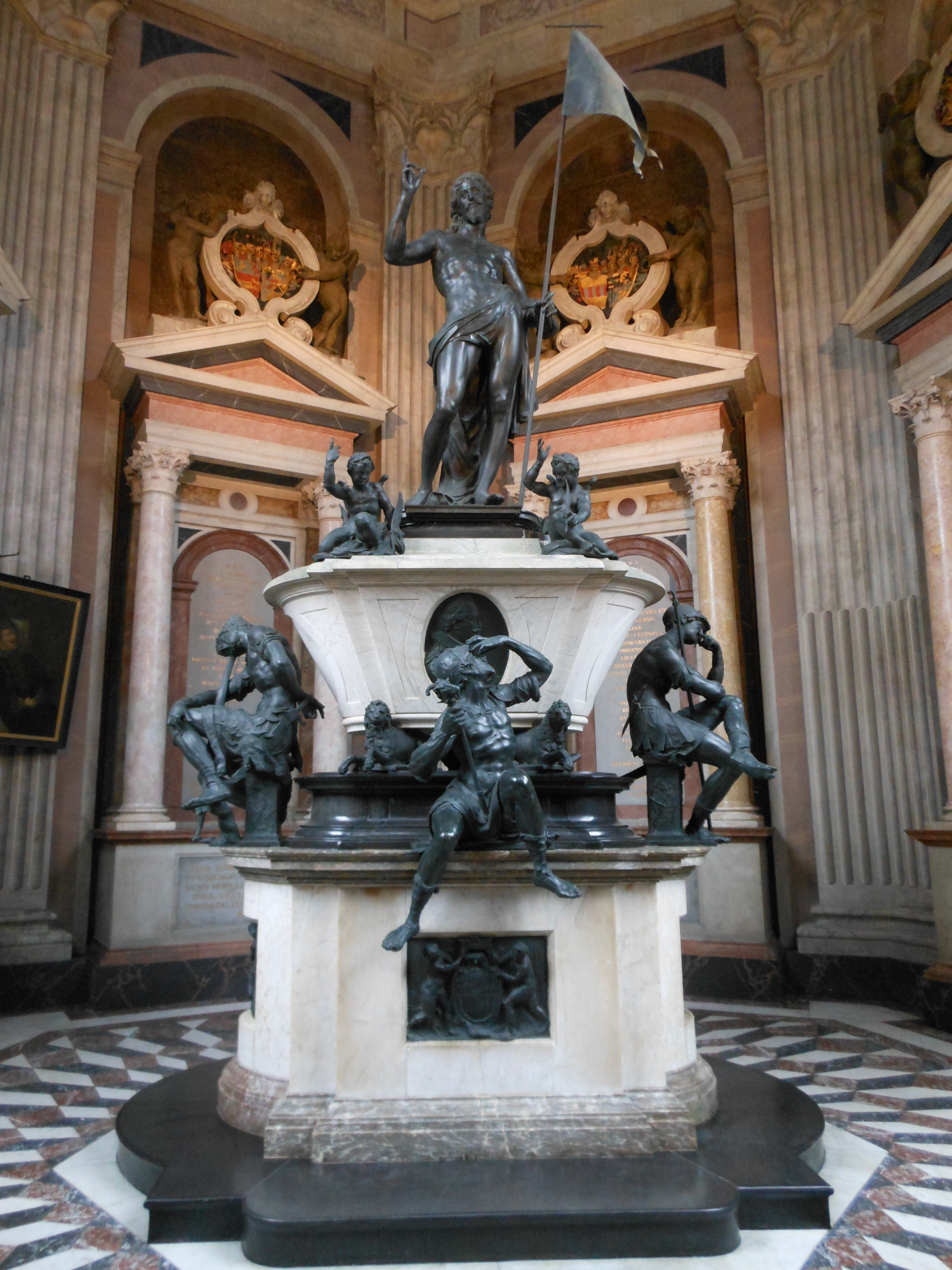
Das Grab- und Auferstehungsmonument von Adriaen de Vries im Fürstenmausoleum Stadthagen

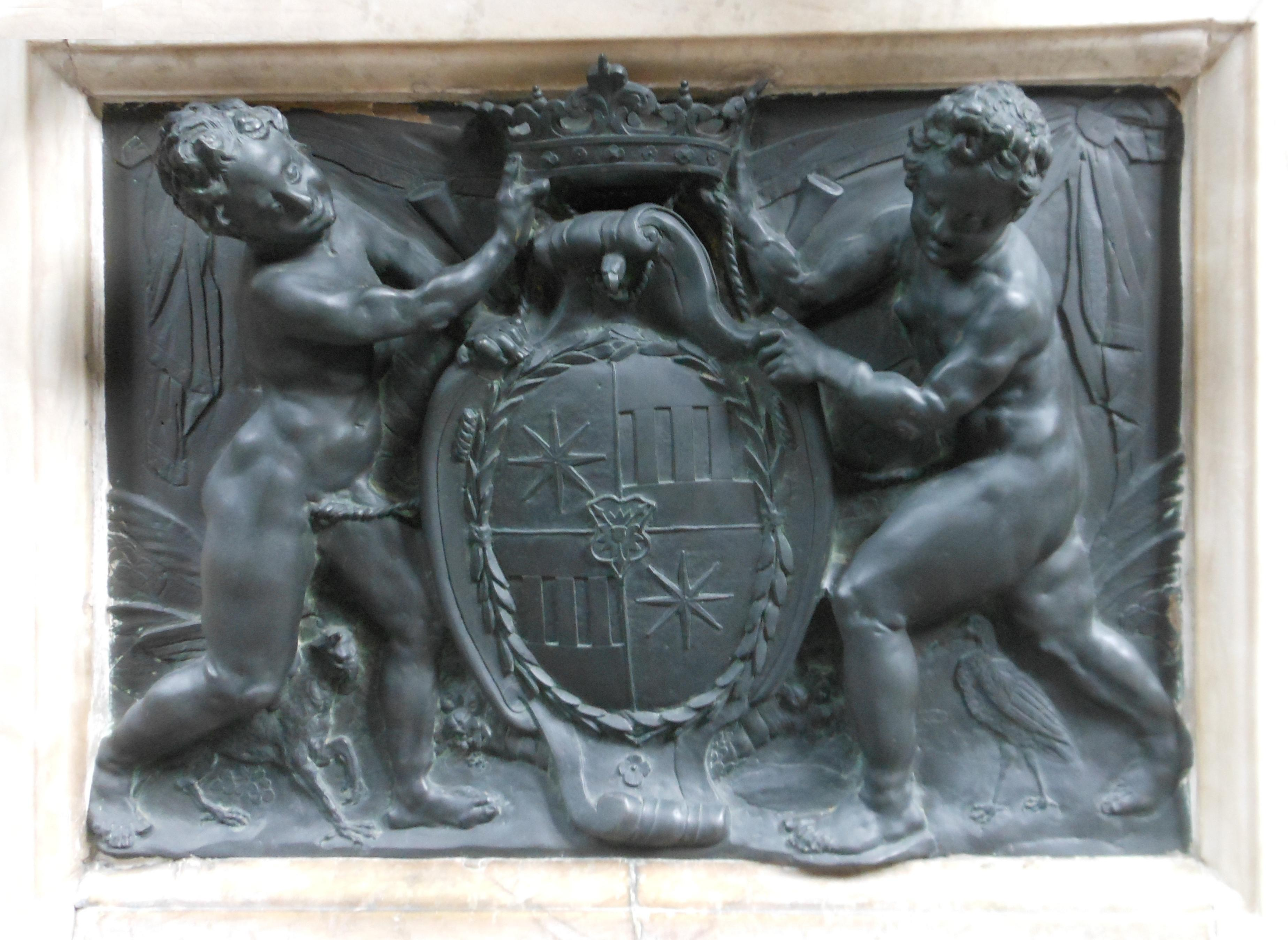
Wappen Ernsts am Sockel des Auferstehungsmonuments im von ihm erbauten Fürstenmausoleum

Als am 2. Juli 1601 sein regierender Bruder Adolf kurz nach seinem einzigen Sohn und Erben Julius verstorben war, trat Ernst die Gesamtregierung in den Grafschaften Holstein-Pinneberg und Schaumburg an. Sogleich fasste er den Plan, die Regierung von Stadthagen nach Bückeburg zu verlegen. Bückeburg war zu der Zeit in einem trostlosen Zustand, nachdem zwei Großbrände, der letzte 1585, den kleinen Ort verwüstet hatten. Ernst meinte: „da uns unser Festung Bückeburgk dergestalt baufellig hinterlassen, das wir notthwendig die Reparation desselben zu Werck richten lassen müssen“. Sein großzügiges Bauprogramm begann mit dem Schloss (1601–1606). Nach dessen Fertigstellung 1606 verlegte er seine Residenz von Stadthagen nach Bückeburg. Es folgte die Neugestaltung der neuen Residenzstadt, die 1609 Stadtrechte mit umfassenden Marktrechten erhielt: Der Marktplatz wurde angelegt (1606) und das neue Rathaus 1608 an die Bürger übergeben. Das Ballhaus am Markt (1609), das pompöse Schlosstor (1605–1607) und die alte Kammerkasse (1608) rundeten die Bauten am Markt ab. Die Stadtkirche entstand 1611–1615 als Residenz- und Pfarrkirche. Später kamen die Kanzlei und der Marstall hinzu (1621/1622).
Ernst sanierte die Landesfinanzen, und das Land erlebte eine wirtschaftliche Blüte. Die Zünfte förderte er, indem er Siedlungen für die Handwerker erbauen ließ. Er gründete Schulen, darunter 1610 das Gymnasium Illustre Academia Ernestina in Stadthagen, aus dem 1621 die Universität Rinteln hervorging, und bezahlte hundert Studenten das Studium.
Von Cyriacus Spangenberg ließ er eine Geschichte der Grafen von Schauenburg und Holstein verfassen. Er beschäftigte die Maler Joseph Heintz, Johannes Rottenhammer, Christoph Gertner und Anton Boten, ferner die Bildhauer Ebbert und Jonas Wulff und den Bronzebildhauer Adrian de Vries. Er pflegte die Musik am Hof und hielt eine eigene Hofkapelle. In den Jahren 1614–1615 schuf er eine Kirchen-, Polizei-, Amts- und Hausordnung. Der Alchemist Michael Maier, der sich im Dezember 1616 an seinem Hof aufhielt, widmete ihm das Buch Symbola Aureae Mensae duodecim nationum.
Seine Einkünfte aus dem Schaumburger Bergbau reichten auch für ein Darlehen von 100.000 Gulden an Kaiser Ferdinand II., der ihm am 17. September 1619 den seiner Familie angeblich verlorengegangenen Fürstentitel erneuerte und ihm damit auch das Recht zur Gründung einer Universität verlieh.  Als er allerdings seinen frischen Fürstenrang auch in der Grafschaft Holstein-Pinneberg zur Anwendung bringen wollte und sich Fürst von Holstein nannte, nötigte ihn der dänische König Christian IV., in Personalunion Herzog von Holstein, mit überlegenem militärischem Druck, darauf zu verzichten. Darauf nannte er sich Fürst des Reichs, Graf zu Holstein-Schaumburg.
Das fürstliche Mausoleum, das er am Chor der Stadthäger St.-Martinikirche nach italienischen Vorbildern errichten ließ, gilt heute als Kulturdenkmal von europäischem Rang. Den Entwurf schuf der in Sachsen tätige Architekt Giovanni Maria Nosseni. Beim kaiserlichen Bildhauer Adriaen de Vries in Prag bestellte Ernst die lebensgroßen Bronzeskulpturen der Auferstehungsgruppe, ebenso wie zwei Figuren für die Bückeburger Schlossbrücke und ein großes Taufbecken für die Bückeburger Stadtkirche.
Nach seinem kinderlosen Tod trat sein Großcousin Jobst Hermann aus der Gemener Linie des Schaumburger Grafenhauses die Nachfolge an.